# Colt Detective Special
O Colt Detective Special é um revólver de ação dupla (DA) com corpo de aço carbono com tambor de seis tiros e  cano de 2 polegadas (50,8 milímetros), e o primeiro exemplo de uma classe de armas de fogo conhecida como "revólveres de cano curto". Feito pela Colt's Manufacturing Company, este revólver, como o nome "Detetive Especial" sugere, pretendia ser uma arma oculta usada por detetives de polícia à paisana.
Introduzido em 1927, o Detective Special foi o primeiro revólver de cano curto produzido com uma moderna estrutura articulada de corpo. Foi projetado desde o início para cartuchos de maior potência, como o .38 Special, considerado um calibre poderoso para um revólver de bolso oculto naquela época. O Detective Special usa um quadro um pouco menor que o do Colt Official Police ou do Smith & Wesson Model 10 ("K-frame"), mas é maior que os dos revólveres de cinco tiros Smith & Wesson Model 36/Model 38/Model 42 ("J-frame").
Embora o Detective Special tenha provado ser um sucesso instantâneo quando introduzido pela primeira vez, as vendas fracas que se seguiram causaram a eliminação do Detective Special da linha de produtos em 1995.

## Projeto e desenvolvimento

### O Fitz Special
Tudo começou com John Henry Fitzgerald, funcionário da Colt Firearms desenvolvendo o conceito de revólver de cano curto e colocando-o em prática com o "Fitz Special" em meados da década de 1920.

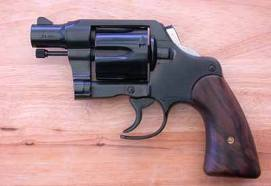
O "Fitz Special".

### O Detective Special

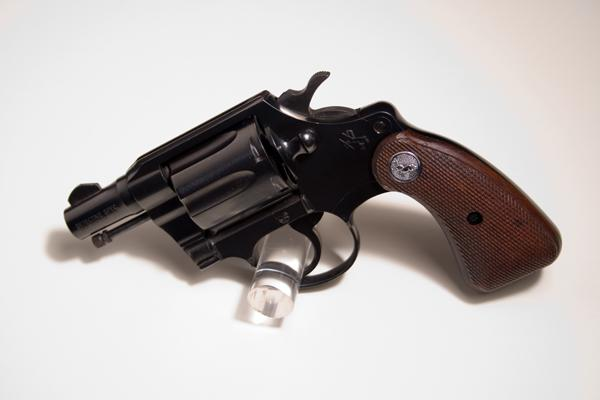
Um Colt Detective Special de 1960.

A Colt ficou tão impressionada com o Fitz Special que eles decidiram produzir uma versão menos radical, o Detective Special, que é simplesmente um Colt Police Positive Special encurtado e um tanto simplificado. O Detetive Especial provou ser um sucesso instantâneo e foi produzido até 1995.
O Detetive Especial da Colt passou por várias edições ou "séries". A "Primeira Série" ("First Series") foi produzida de 1927 a 1946. Comparada com os modelos de produção posteriores, usava um quadro mais estreito, com espaço reduzido entre a parte frontal da empunhadura do quadro e a parte traseira do guarda mato. Outras características distintas incluíam uma haste ejetora mais curta e sem sulcos; uma "espora" do cão serrilhada e trava do cilindro, uma mira frontal em forma de "meia-lua" e um parafuso sobreposto e um pino de trava no lado direito do quadro. Os painéis da empunhadura eram de madeira. Uma base da empunhadura no quadro arredondada tornou-se padrão em 1933, mas peças com a base da empunhadura "quadrada" original (como o do "Police Positive Special") continuaram a ser produzidas na década de 1940.
A "Segunda Série" ("Second Series") foi produzida de 1947 a 1972. A haste ejetora era mais longa e tinha um sulco na ponta serrilhada; uma variante de três polegadas de cano foi oferecida, com uma haste ejetora ainda mais longa. A trava do cilindro era lisa e o gatilho serrilhado. O parafuso da estrutura do lado direito não possui pino de trava e a metade traseira da mira frontal passa a ser uma rampa serrilhada. Os painéis da empunhadura eram de plástico em 1947, mas tornaram a ser de madeira a partir de 1955 (primeiro com um medalhão Colt em tom de prata e depois em tom dourado). Uma cobertura opcional do cão estava disponível de fábrica para impedir que o cão se prendesse à roupa.
A transição da Primeira para a Segunda Série foi gradual, com algumas armas da Segunda Série após a Segunda Guerra Mundial mantendo hastes ejetoras curtas e cães serrilhados. Por esse motivo, a melhor alternativa para identificar as características de um determinado revólver é pelo número de série.

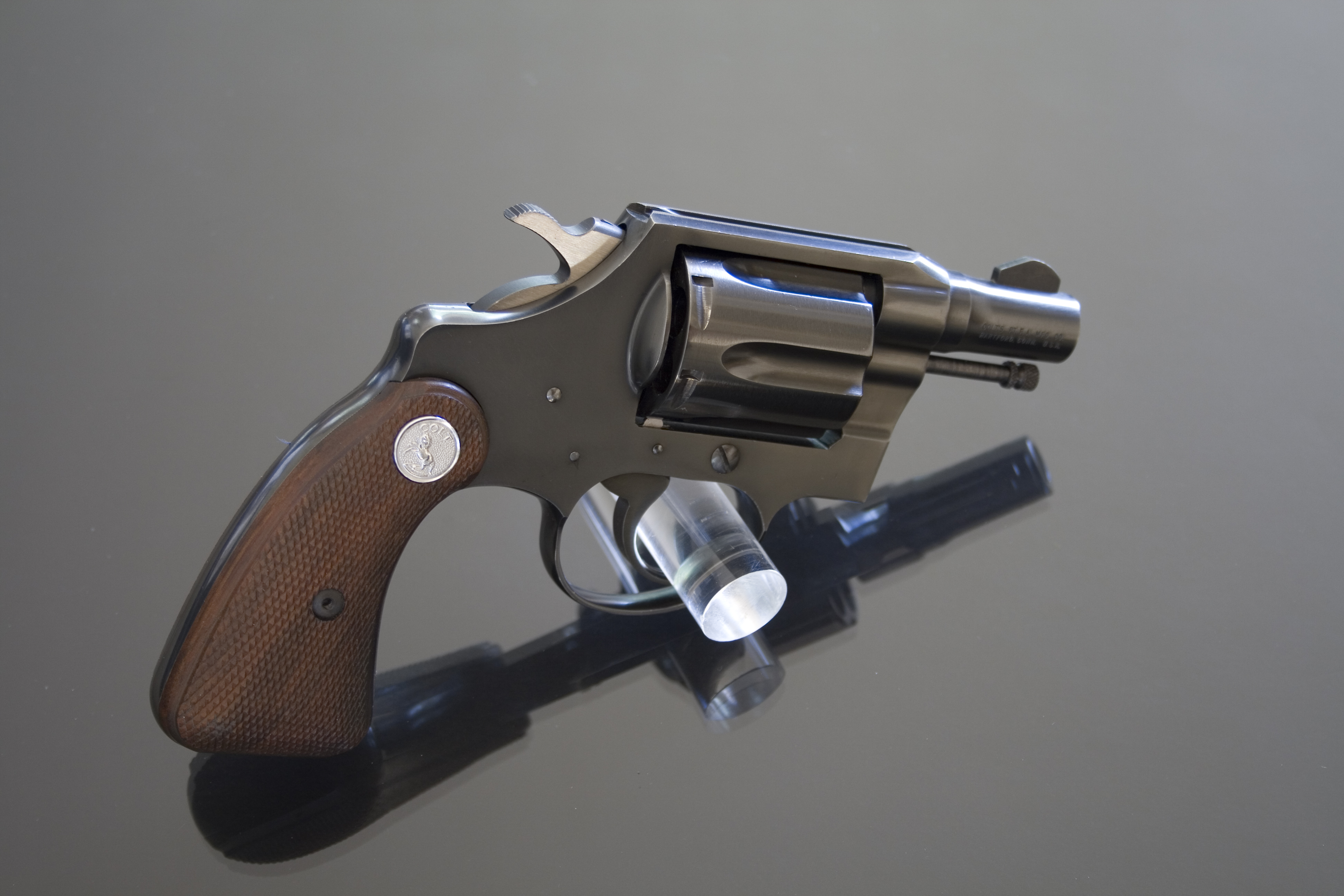
Outra vista de um Colt Detective Special de 1960.

Durante a década de 1960, o tamanho da empunhadura no quadro do Detective Special da segunda série foi reduzido, igualando-se à dos outros revolveres de cano curto da Colt, o Cobra e o Agent. Apesar dessa alteração, o tamanho geral da empunhadura do Detective Special permaneceu inalterado, pois a Colt equipou a Segunda Série com novos painéis de empunhadura prolongados que se estendiam abaixo do quadro.
A "Terceira Série" ("Third Series") foi produzida de 1973 a 1986. Uma nova cobertura se estendendo por todo o cano, envolvendo e protegendo a haste ejetora, a mira frontal passou a ser uma rampa serrilhada em toda a sua extensão. Foram introduzidos novos painéis da empunhadura de madeira de grandes dimensões que cobriam o quadro na parte da empunhadura. A "Terceira Série" também apresentou melhorias no bloqueio interno do revólver. Como nos dois modelos anteriores da série, foram produzidas algumas armas niqueladas e uma variante de cano de 3 polegadas foi novamente oferecida. Em 1986, enfrentando números estagnados de vendas, bem como custos crescentes de produção e mão-de-obra, a Colt interrompeu a produção do Detetive Especial.
A Colt entrou com um pedido de proteção contra falência em 1992. Após a reorganização, a empresa reiniciou a produção do Detective Special em 1993. O Detective Special pós-1992 às vezes é chamado de "Quarta Série" ("Fourth Series"), e apresenta painéis da empunhadura "compostos" (borracha) com medalhão de ouro incrustado. Foi ofer3ecida apenas a opção de cano de duas polegadas, em acabamento cromado ou azulado. A nova produção continuou apenas até 1995, quando a Colt introduziu seu SF-VI em aço inoxidável como um substituto para o Detetive Especial.
Desde a sua introdução, o Detetive Especial usou o "Positive Safety Lock" (bloqueio do cão) da Colt, apresentado pela primeira vez no "Police Positive"; o mecanismo interpõe uma barra entre o cão e o quadro até que o gatilho seja pressionado, impedindo o disparo acidental se o cão for atingido (no caso de uma queda por exemplo) com o gatilho para a frente. Revólveres da primeira e da segunda série estão se tornando muito procuradas pelos colecionadores, principalmente se estiverem em excelentes condições e ainda tiverem o famoso acabamento Colt "Royal Blue".

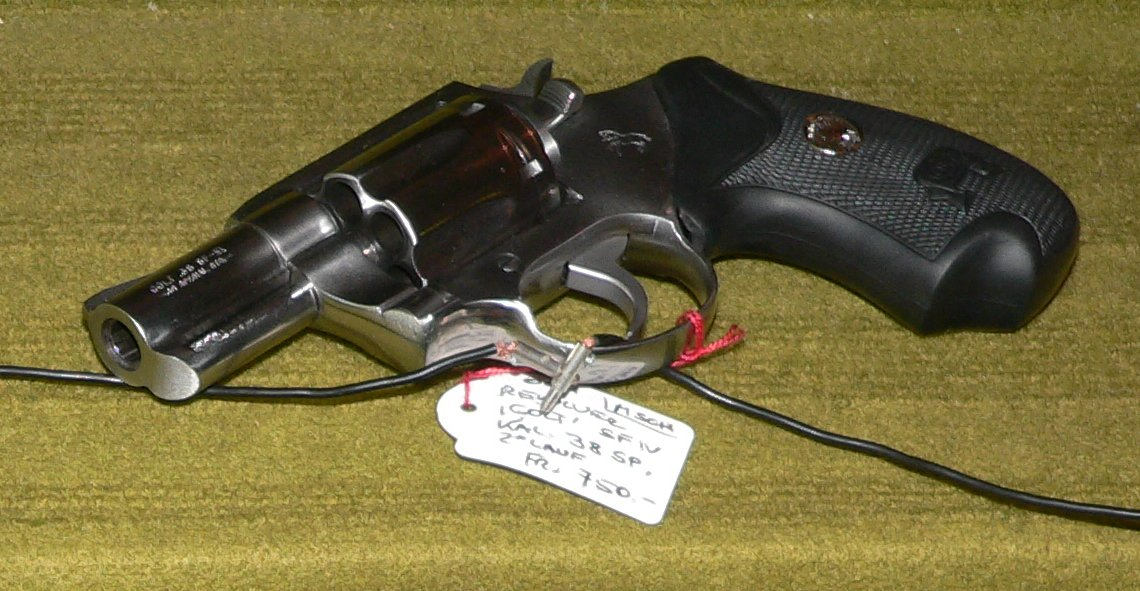
Um Colt Detective Special SF-VI em aço inoxidável.

## Calibres e acabamentos
O Detective Special estava inicialmente disponível em acabamentos em azul brilhante e níquel; um acabamento em aço inoxidável substituiu a opção de níquel durante a quarta série. Para a Segunda Série, as opções de calibre foram .32 New Police, .38 New Police e .38 Special; somente o .38 Special foi oferecido para os outros modelos da série. O comprimento padrão do cano era de 2 polegadas, mas também foi oferecido um (raro) cano de três polegadas durante a Segunda e a Terceira Série.

## Submodelos e variantes
Uma das primeiras variantes baseadas no quadro DS foi o "Colt Banker's Special". Produzido pela primeira vez em 1928, para o calibre .38 Colt New Police (.38 S&W) e .22 Long Rifle. Poucos foram feitos, principalmente no calibre .22LR. O Banker's Special era popular entre os funcionários ferroviários, que muitas vezes os carregavam em trens de carga e encomendas antes da Segunda Guerra Mundial. Durante a Segunda Guerra Mundial, a produção foi interrompida e a variante não foi revivida após o fim da guerra.
O "Colt Commando Special" era uma versão do Detective Special com acabamento fosco e empunhaduras de borracha; produzido de 1984 a 1986, foi projetado para o calibre .38 Special e pesava 21,5 onças (610 gramas).
Durante a produção da Quarta Série de 1993–1995, a Colt ofereceu o Detective Special um cão sem "espora" e o mecanismo de "double action only" (DAO), direto da fábrica. Essas características eram as mesmas que o detetive especial padrão da quarta série.

## Munição
Surgiu interesse pelo uso de munições especiais de pressão mais alta (+P) .38 para o Detective Special. Nos manuais mais recentes dos proprietários, a Colt autorizou o uso limitado de munição +P em revólveres com estrutura de aço (incluindo versões anteriores), citando 2000 a 3000 cartuchos antes de recomendar que a arma fosse devolvida à fábrica para inspeção. Muitos acreditam que isso se deveu a uma potencial responsabilização judicial, e não a requisitos de engenharia, já que a munição de pressão padrão do ano anterior era quase a mesma que a munição +P moderna. A SAAMI reduziu as pressões em 1972.

## Utilização
Devido às boas qualidades de porte velado do revólver, o Colt Detective Special foi usado como arma principalmente por detetives da polícia à paisana, embora também fosse uma arma popular quando de folga e até mesmo para policiais uniformizados. Era usado por guarda-costas, para defesa pessoal e esportes de tiro.
O Colt Detective Special era uma arma popular antes que a pistola semiautomática substituísse o revólver em muitos departamentos policiais, bem como em unidades policiais e exércitos. A Força Policial do Myanmar e alguns outros países ainda estão usando os lotes como armas de fogo para os oficiais.

## Substituição
Designado como a "arma de 9,65 mm", o Detetive Especial foi usado pelos policiais militares das Forças de Autodefesa do Japão, juntamente com a pistola M1911, designada como "a arma de 11,4 mm", a ser substituída apenas pela arma "Minebea P9" (pistola semiautomática), na verdade, uma SIG Sauer P220, fabricada sob licença no Japão. E um pequeno número foi usado em algumas sedes da polícia das províncias do Japão, incluindo o "Departamento de Polícia Metropolitana de Tóquio".
O Colt Detective Special, de seis tiros, era a arma padrão do departamento criminal da Força Policial de Hong Kong, e só foi substituído pela SIG Sauer P250 após vários anos em utilização.
O Colt Detective Special foi o primeiro revólver fornecido aos agentes aduaneiros franceses, destinado a substituir as velhas pistolas Browning 10/22 e MAB D. Eles foram usados de 1975 a 1988, sendo progressivamente substituídos pelos revólveres Smith & Wesson (principalmente o Model 13), juntamente com os Manurhins franceses e o Sig Sauer SP 2022 em 2005.